# 杓兰
杓兰（学名：Cypripedium calceolus）为兰科杓兰属下的一个种。本来在英国广泛存在，但十九世纪时人们疯狂采集兰花，杓兰急剧减少，最后在1917年宣布其灭绝。
2015年，甘肃迭部林区在海拔2000至2800米的林下灌丛中发现野生大花杓兰，此兰花为中国国家一级濒危保护植物。

## 扩展阅读
- 維基物種上的相關：杓兰